# Baggrow
Baggrow – wieś w Anglii, w Kumbrii. Leży 28 km na południowy zachód od miasta Carlisle i 418 km na północny zachód od Londynu.